# Freccia del Brabante 1993
La Freccia del Brabante 1993, trentatreesima edizione della corsa, si svolse il 28 marzo su un percorso di 185 km, con partenza e arrivo ad Alsemberg. Fu vinta dal belga Edwig Van Hooydonck della squadra Wordperfect davanti all'italiano Franco Ballerini e all'altro belga Andrei Tchmil.

## Ordine d'arrivo (Top 10)
| Pos. | Corridore           | Squadra                      | Tempo    |
| ---- | ------------------- | ---------------------------- | -------- |
| 1    | Edwig Van Hooydonck | Wordperfect                  | 4h29'25" |
| 2    | Franco Ballerini    | MG Boys Maglificio-Technogym | s.t.     |
| 3    | Andrei Tchmil       | MG Boys Maglificio-Technogym | s.t.     |
| 4    | Steven Rooks        | Festina                      | a 9"     |
| 5    | Frans Maassen       | Wordperfect                  | a 1'00"  |
| 7    | Serge Baguet        | Lotto-Caloi                  | a 1'24"  |
| 8    | Marc Bouillon       | Collstrop-Assur Carpets      | s.t.     |
| 9    | Bo Hamburger        | TVM-Bison Kit                | s.t.     |
| 10   | Johan Capiot        | TVM-Bison Kit                | s.t.     |
| 11   | François Simon      | Castorama                    | a 1'30"  |